# Julien B.J. Chifflot
Julien B.J. Chifflot fue un botánico francés. Doctor en Ciencias Naturales, y subdirector del Jardín Botánico de Lyon.

## Algunas publicaciones
- 2010. Classe Des Nymphines. 300 pp. ISBN 1-140-40387-7

- 1902. Contributions à l'étude de la classe des Nymphéinées. Annales de l'Université de Lyon 10. Editor J.-B. Baillière & fils, 294 pp.

- La abreviatura «Chifflot» se emplea para indicar a Julien B.J. Chifflot como autoridad en la descripción y clasificación científica de los vegetales.[2]